# Some Bizzare Records
Some Bizzare Records (abreviado Some Bizzare) es una discográfica independiente inglesa fundada en 1981 por Stevo Pearce. El primer álbum que editó fue Some Bizzare Album, una compilación de canciones de bandas —por aquellos momentos— sin firma discográfica como Depeche Mode, Soft Cell, The The, Neu Electrikk y Blancmange.

## Historia
Una de las primeras bandas con las que trabajó Some Bizzare fueron B-Movie. Tras ello, la discográfica logró un éxito notable produciendo los álbumes del dúo de música electrónica, Soft Cell. 
En la década de los ochenta su fundador, Stevo Pearce se ganó la reputación de ser un inconformista. Otorgó licencias del álbum de The The, Soul Mining a tres discográficas diferentes.
En 2001, Stevo Pearce compiló un nuevo álbum recopilatorio titulado I'd Rather Shout at a Returning Echo than Kid Someone's Listening. Incluyó la canción de Soft Cell «God Shaped Hole», que grabaron tras su reunión. En dicha compilación también se incluyeron dos temas grabados por Cabaret Voltaire. 
Entre 2001 y 2005 la producción de Some Bizzare fue mínima.
Some Bizzare firmó actos con The Dark Poets, Monkey Farm Frankenstein, Meka and Mainstream Distortion en 2006. El álbum recopilatorio se lanzó en octubre de 2006 para conmemorar el 25 aniversario de la discográfica y ofreció una visión general de la producción de ella. Este álbum coincidió con una exposición en el Horse Hospital en Bloomsbury, Londres. La exposición incluyó obras de arte originales de bandas como The The y Marc and the Mambas.
En 2007, la discográfica firmó actos con nuevos artistas como el productor portugués de música de baile Pedro INF y el artista británico Kontour. Estos nuevos artistas fueron compilados en un nuevo doble álbum compilatorio de Some Bizzarre editado en 2008.
La banda francesa Risqué grabó el álbum Tie Me Up, Tie Me Down con el sello Some Bizzare en agosto de 2009.
En mayo de 2010, el sello editó el álbum de Satanicpornocultshop titulado Arkhaiomelisidonophunikheratos.

## Artistas de Some Bizzare
- The Grid
- The Dark Poets
- Kontour
- Pedro INF
- Lucid Sketchmaster
- Risqué
- First Aid 4 Souls
- Mainstream Distortion
- Satanicpornocultshop
- Soft Cell
- Meka